# Mangal Shobhajatra
La Mangal Shobhajatra (en bengali : মঙ্গল শোভাযাত্রা) est une procession de masse organisée à l’aube du Nouvel An (en) du calendrier bengali. La procession est organisée par les enseignants et les étudiants de la Faculté des Beaux-Arts de l'Université de Dacca. Le festival est considéré comme une identité séculaire des Bangladais, car elle unit les personnes, indépendamment de la caste, de la croyance, de la religion, du sexe ou de l’âge. Il fait partie du patrimoine culturel immatériel de l’UNESCO, classé sur la liste représentative comme un patrimoine de l’humanité.

## Étymologie
Mangal Shobhajatra signifie littéralement « la procession du bien-être ».

## Histoire

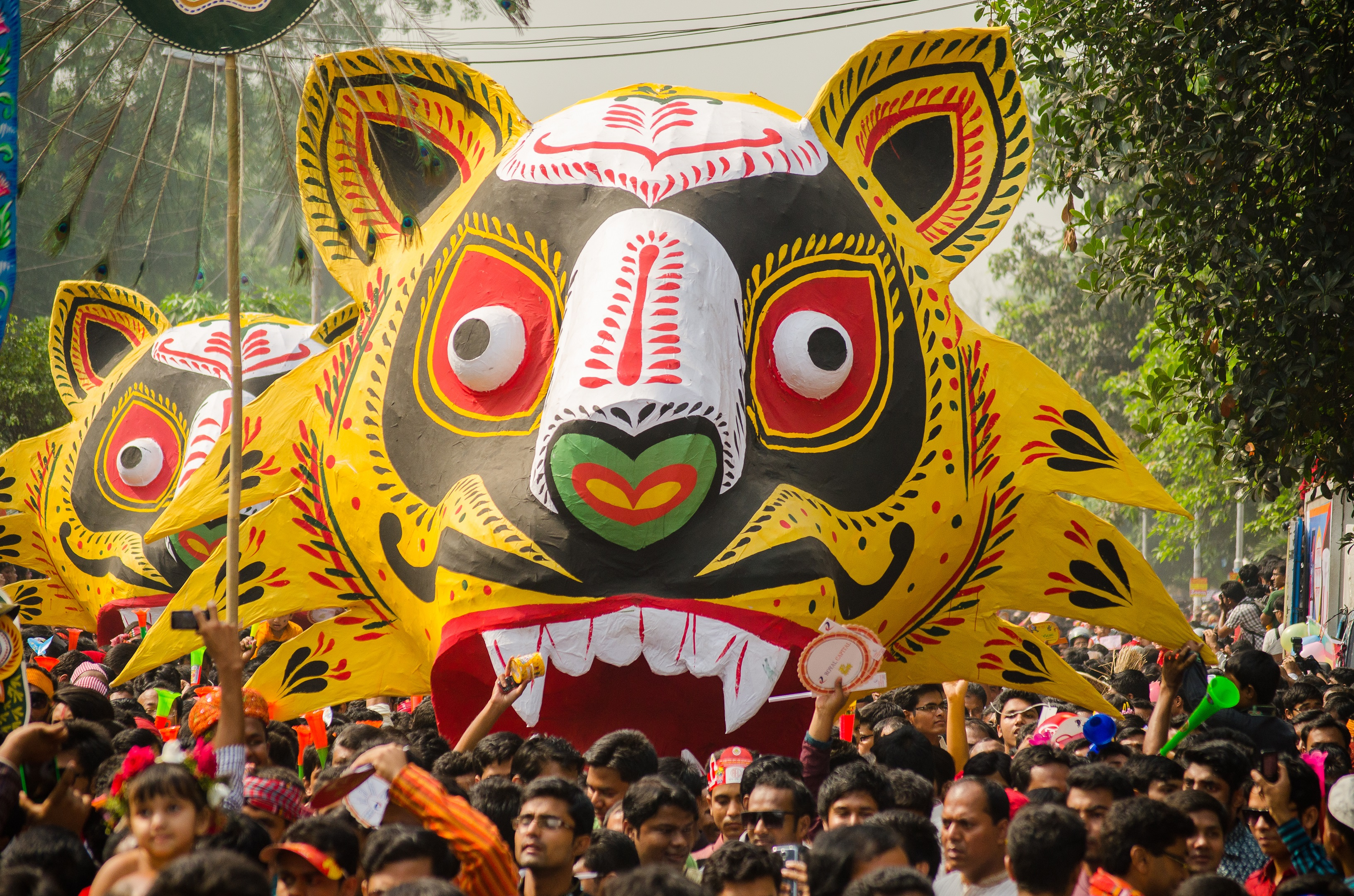
Une réplique de tigre du Bengale en papier transportée lors de la Mangal Shobhajatra.

La procession a été observée pour la première fois en 1989, alors que le dirigeant autocratique Hossain Mohammad Ershad était le président du pays. À cette époque, le pays a été dévasté par les inondations et l’imposition de la dictature militaire a mis les gens en général dans une grande détresse. Les étudiants de la faculté des Beaux-Arts de l’Université de Dacca ont décidé de lutter contre le régime militaire d’une façon créative et festive,. Depuis, les élèves et les enseignants de la faculté sont restés au premier plan pour l’organisation du défilé.

## Reconnaissance par l’UNESCO
En 2014, un fichier de nomination sur le festival, soumis par l’académie Bangla et approuvé par le Ministère des affaires culturelles du Bangladesh (bn), a été reçu par l’UNESCO. Le 30 novembre 2016, le festival a été sélectionné en tant que patrimoine culturel immatériel de l’UNESCO au cours de la 11e session du Comité intergouvernemental de sauvegarde du patrimoine culturel immatériel qui se tenait à Addis Abeba en Éthiopie. Le comité a souligné que le défilé « symbolise la fierté qu’éprouvent les Bangladais pour leur patrimoine vivant, ainsi que la force et le courage qu’ils déploient pour lutter contre les forces obscures et leur soif de vérité et de justice. ».